# 采蘑菇的小姑娘
采蘑菇的小姑娘是一首由谷建芬作曲的歌曲，最初由朱逢博首唱，作为儿歌，而且曾还广泛传唱于中国各地群众中，也还是幼儿园或小学音乐课必教曲目之一